# Кельтская рапира

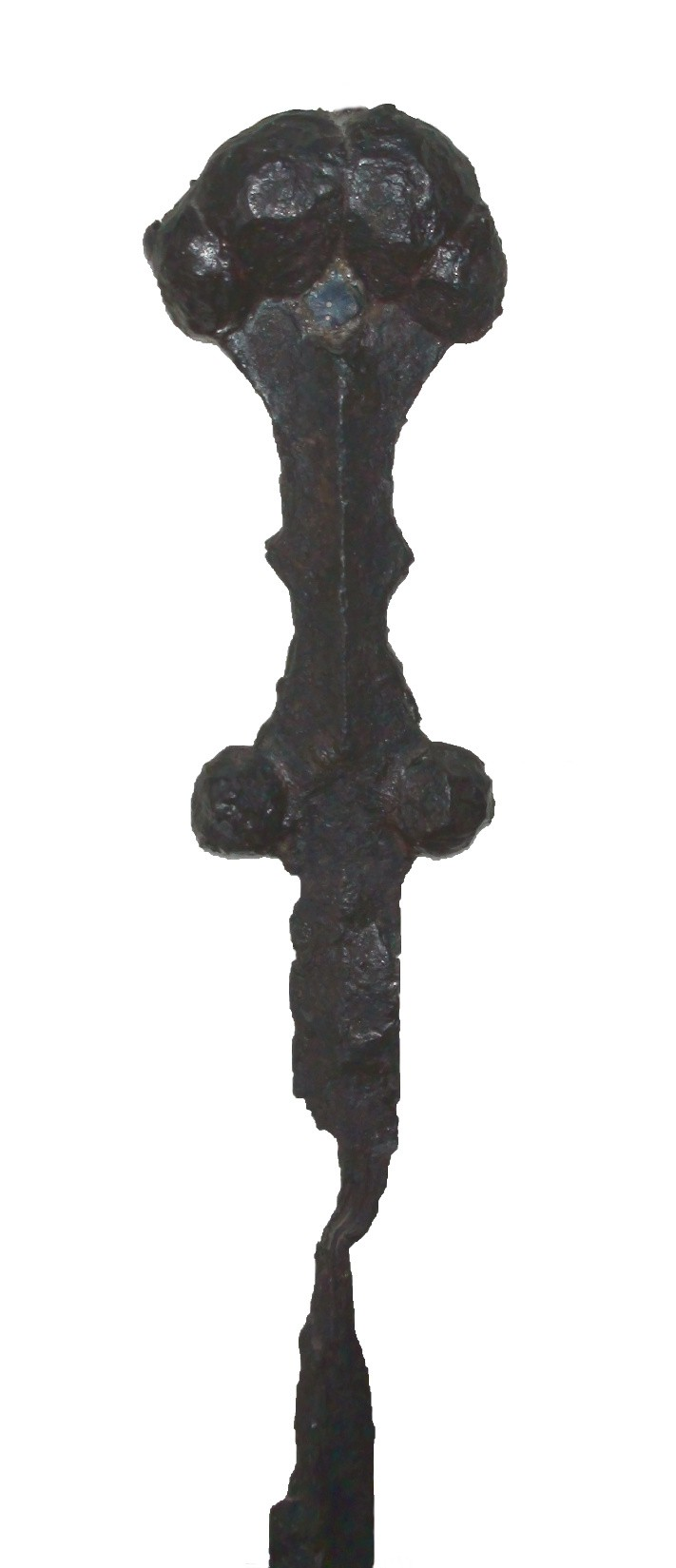

Кельтская рапира (нем. Knollenknaufschwert, дословно — «меч с навершием в виде клубней») — тип меча из раннего железного века Центральной и Западной Европы (V—I вв. до н. э.), известный преимущественно по находкам из Франции, юга Германии и Швейцарии (всего около полусотни находок, преимущественно в реках и озёрах, что обусловило хорошую сохранность многих из них за счёт ограниченного доступа к металлу кислорода из атмосферы). Характеризуется очень узким и длинным (ок. 1 метра) колющим клинком ромбического сечения, отчасти напоминающим настоящую рапиру XVII века, рукоятью специфической формы, а также перекрестием и навершием, выполненными в виде сгруппированных друг с другом сферических тел («клубней»).
Клинки этого типа изготовлены из узорчатой («дамасской») стали. Такая технология являлась передовой для того времени, когда даже в Средиземноморье, обладавшем в целом более развитой металлургией, оружие изготавливалось преимущественно из железа. Из-за этого первоначально «кельтские рапиры» даже были отнесены к средневековью, однако более тщательные исследования с использованием химических и рентгенологических техник позволили правильно датировать оружие эпохой кельтов — периодом второй половины I тысячелетия до н. э.
Назначение этого вида оружия и его роль в комплексе вооружения кельтов до настоящего времени не вполне понятны. По мнению медиевиста Гельмута Биркхана (Helmut Birkhan), данные мечи не были пригодны для боя и использовались исключительно в ритуальных целях, вероятно, для танца с мечами или судебных поединков. Однако против этого говорят высокое качество стали и наличие на режущей кромке многих клинков зазубрин, вероятно, являющихся следствием боевого применения.